# Cynolebias porosus
Cynolebias porosus är en art av fiskar bland rivulinerna (familjen Rivulidae) som beskrevs 1876 av den österrikiske zoologen Franz Steindachner. Arten förekommer i São Francisco-flodens avrinningsområde i östra Brasilien. Inga underarter finns listade i Catalogue of Life.